# Alessandro Pignocchi
Alessandro Pignocchi est chercheur en philosophie de l'art et auteur français de bandes dessinées à l'aquarelle. C'est un défenseur de la pensée anarchiste.

## Biographie
Alessandro Pignocchi est né à Athènes. Il a travaillé comme chercheur en sciences cognitives et philosophie de l’art. En 2009, il a terminé son doctorat à l'École des hautes études en sciences sociales (EHESS), avec une thèse sur les intentions du dessinateur. En 2013-2014, il a été chercheur postdoctoral à l'Institut Jean-Nicod.
En 2023, il fait partie des vingt coprésidents de l'« Association pour la défense des terres » ( une composante du mouvement des Soulèvements de la Terre).

## Actions et prises de positions
Alessandro Pignocchi est proche de la pensée anarchiste et favorable aux actions émeutières.
Rejetant "tout compromis avec la classe dominante" il soutient la nécessité de la "composante émeutière" dans la lutte en faveur de l'écologie. Il appelle à "faire peur aux classes ultra dominantes".

## Œuvres
Après un début de carrière universitaire en philosophie, Alessandro Pignocchi se réoriente pour devenir auteur de bandes dessinées à l'aquarelle engagées en faveur de l'écologisme. À la lecture de travaux de l'anthropologue Philippe Descola, il comprend que « la nature n’existe pas », la séparation entre les humains et les autres êtres vivants étant une construction occidentale récente et nuisible,,,.
Il a notamment vécu avec des peuples indigènes d'Amérique du Sud (raconté dans son premier roman graphique Anent : nouvelles des Indiens Jivaros) et à la ZAD de Notre-Dame-des-Landes (La recomposition des mondes),,.
Dans les trois tomes de la série Petit traité d'écologie sauvage, Alessandro Pignocchi imagine que l'animisme des indiens Jivaros d'Amazonie est devenue la pensée dominante, y compris parmi les dirigeants du monde.

## Publications

### Bandes dessinées
- Anent : nouvelles des Indiens Jivaros, préface de Philippe Descola, éditions Steinkis, 2016  (ISBN 979-1090090941).
- Petit traité d'écologie sauvage (Petit traité d'écologie sauvage, tome 1), éditions Steinkis, 2017  (ISBN 9782368461075).
- La Cosmologie du futur (Petit traité d'écologie sauvage, tome 2), éditions Steinkis, 2018  (ISBN 9782368461860).
- Mythopoïèse (Petit traité d'écologie sauvage, tome 3), éditions Steinkis, 2020  (ISBN 9782368463291)[11],[12].
- La Recomposition des mondes, postface d'Alain Damasio, éditions du Seuil, 2019  (ISBN 9782021421224)[3],[13],[14],[15].

### Essais
- L'Œuvre d’art et ses intentions, Éditions Odile Jacob, 2012  (ISBN 9782738127143).
- Pourquoi aime-t-on un film ? Quand les sciences cognitives discutent des goûts et des couleurs, Éditions Odile Jacob, 2015  (ISBN 978-2738132864).
- Philippe Descola et Alessandro Pignocchi, Ethnographies des mondes à venir (prix de l'essai France Culture - Arte), Éditions du Seuil, coll. « Anthropocène », 2022 (ISBN 9782021473018)
- Perspectives terrestres, du Seuil, coll. « Anthropocène/écocène », 4 avril 2025 (ISBN 9782021568646)

### Ouvrage collectif
- L'Écologie au XXIe siècle[16], présenté par Hervé Kempf, Éditions du Seuil et Reporterre, 2020  (ISBN 9782021443264).

### Liens  externes
- Site officiel
- Ressource relative à plusieurs domaines :   - Radio France
- Ressource relative à la bande dessinée :   - BD Gest'
- Notices d'autorité :   - VIAF
  - ISNI
  - BnF (données)
  - IdRef
  - LCCN